# Francesco de Filippo
 (décembre 2013).
Francesco de Filippo (Naples, 1960) est un écrivain, essayiste et journaliste italien.

## Biographie
Il a écrit quinze livres, six romans, huit essais et un de varie, et il en a édité deux. Le roman qui marque ses débuts, Una storia anche d’amore (Rizzoli, 2001), a gagné le prix Cypraea, il a été sélectionné pour le prix Berto et il s’est classé dans les finalistes du prix Arezzo. Le roman suivant, L’affondatore di gommoni (Le naufrageur, Mondadori, 2004), a été publié dans la République tchèque et en France où il a été sélectionné pour le Supercampiello Europe et pour le prestigieux Polar.
La directeur Maria Luisa Bigai a tiré du roman une représentation intitulée Bestie da Sbarco/Sconcerto, avec une performance de trois musiciens de jazz, mise en scène à Rome et en Calabre.
Plusieurs de ses histoires ont été publiées dans les journaux et les magazines (La Repubblica, Carta-rivista, il manifesto), d'autres apparaissent dans des anthologies. Certains titres ont été traduits à l'étranger (France, Allemagne, République tchèque). Les droits de son deuxième roman, ainsi que ceux du suivant, Sfregio – L’offense, ont été réservés par deux sociétés de production afin de créer des longs métrages.
Il est journaliste à l’Agenzia ANSA depuis 1986. Il a travaillé dans les rédactions de Naples et de Rome pendant dix-sept ans, et puis de Gênes ; à partir de 2011 il vit à Trieste. Il a été correspondant pour Il Sole 24 Ore, rédacteur en chef de Arte&Carte, président de la coopérative d'information et de communication Informedia et bureau de presse de nombreuses organisations locales et nationales.
Il a voyagé souvent comme correspondant en Italie et à l'étranger (France, Espagne, Grande-Bretagne, Allemagne, Cuba, Groenland, Japon, Côte d'Ivoire, Kurdistan). Il a été invité à participer aux plus grands festivals internationaux de la littérature française (Penmarc'h, Saint-Malo, Toulouse, Grenoble, Nantes, Bordeaux, Paris) et en Suisse (Genève). Il a participé au projet culturel et architectural Uni(di)versité lancé par l'Ambassade française en Italie avec des universités de Rome et les Biblioteche di Roma. En 2001, il a gagné deux prix littéraires internationaux: le Festival Paris Noir avec le roman L’offense et le prix Dott. Domenico Tulino avec Come un italiano.
En 2013, il a été invité comme écrivain dans une résidence d’auteur en Provence,.
En 2016, il a publié deux livres: Il dragone rampante (Castelvecchi), qui explique dans 182 entrées les ramifications mondiales de la puissance économique de la Chine, et Trieste. Locali storici e storiche botteghe 2 (Trart), une collection de histoires des plus anciennes entreprises commerciales de Trieste avec les photographies de Roberta Radini.

### Romans
- Una storia anche d'amore, Rizzoli, 2001
- L'affondatore di gommoni, Arnoldo Mondadori Editore, 2003
- Sfregio, Arnoldo Mondadori Editore, 2006
- Quasi Uguali. Storie di immigrazione, Oscar Mondadori 2009
- Monnezza, Infinito Edizioni, 2010
- Come un italiano, Infinito Edizioni, 2012

### Essais
- Pubblicate esordienti? Guida pratica per chi ha un libro nel cassetto, avec Emanuela De Crescenzo, Nutrimenti, 2004
- Questo mondo un po' sgualcito, conversation de Francesco De Filippo avec Andrea Camilleri, Infinito Edizioni, 2010
- Mafia Padana. Le infiltrazioni criminali in Nord Italia, avec Paolo Moretti, Editori Riuniti|Editori Internazionali Riuniti, 2011
- Sull'orlo del baratro, entretien avec le vice-président du Parlement européen Gianni Pittella, con un intervento di Giorgio Napolitano, Infinito Edizioni, 2011
- Scampia e Cariddi. Viaggio tra i giovani del Sud al tempo della crisi, avec Maria Frega, Editori Riuniti|Editori Internazionali Riuniti, 2012
- Prima la politica, Editori Internazionali Riuniti, 2013
- Nord Meridiano. Da Mirafiori ad Amazon, storie di giovani al tempo della crisi, con Maria Frega, EIR, 2014
- Il dragone rampante. 182 voci del potere cinese, Castelvecchi, 2016

### Varie
- Trieste. Locali storici e storiche botteghe 2, di Francesco De Filippo e Roberta Radini, Trart Edizioni, 2016

### Livres soignés
- La mia vita dentro, de Luigi Morsello, soigné par Francesco De Filippo et Roberto Ormanni, Infinito Edizioni, 2010
- Alias MM, de Pino Sassano, soigné par Francesco De Filippo, Infinito Edizioni, 2011

### Traductions
- France:

Le Naufrageur (L'affondatore di gommoni, traduit par Serge Quadruppani), Métailié, 2007; aussi l'édition pocket
L’Offense (Sfregio, traduit par Serge Quadruppani), Métailié, da ottobre 2011
- Allemagne:

Gezeichnet (Sfregio, traduit par Moshe Kahn), Lübbe, 2009;  aussi l'édition  pocket
- République tchèque:

Potàpeni gumovych elunu (L'affondatore di gommoni, traduit par Katerina Amiourova), Baronet, 2004

### Publié à l'étranger
France:
- Bel Paese, anthologie d'auteurs italiens soignée par Serge Quadruppani, Métailié, 2013

### Documentaire
La bambina con la puzza al naso (2011), documentaire, produit avec Aldo Vergine, sur la crise des déchets en Campanie.